# 木村建一
木村 建一（きむら けんいち、1933年3月5日 - ）は、日本の工学者、環境建築家。早稲田大学名誉教授。工学博士。

## 経歴
1933年、中国撫順市生まれ。1952年、東京府立第十中学校（現・東京都立西高等学校）卒業。
1957年、早稲田大学第一理工学部建築学科卒業・工学士。1959年、早稲田大学大学院工学研究科建設工学専攻修士課程修了・工学修士。1960年 - 1962年、マサチューセッツ工科大学にフルブライト留学生として留学。建築学科の研究助手として、太陽エネルギー研究プロジェクトに参加した。
1964年、早稲田大学第一理工学部専任講師。1967年、早稲田大学第一理工学部助教授。
1965年、早稲田大学大学院工学研究科建設工学専攻博士課程修了・工学博士。「建築物の暖冷房熱負荷特性に関する研究」。
1967年 - 1969年、カナダ国立研究所（NRC）の建築研究部に留学。
1973年 - 1999年、早稲田大学理工学部教授。1999年 - 2003年、早稲田大学理工学総合研究センター教授。
現在、国際人間環境研究所代表。NPO環境住宅名誉理事長。日本太陽エネルギー学会名誉理事。

## 人物
エネルギー利用技術、ソーラーハウス、環境共生住宅をはじめとした建築における自然エネルギーの研究に長年携わる。早稲田大学で長年教鞭をとり、教育者としても多くの研究者を輩出した。大学院生時代は、木村幸一郎と井上宇市に師事した。
また、伝統的民家にも注目し、気候風土に根差した形態の美しさを「環境美」と呼んだ。そして、その背後にある仕組みを実測などにより追求し、現代建築への応用を提唱した。
1972年、所沢市に自邸「木村ソーラーハウス」を建て、その初期性能を1973年にパリで開催された国際太陽エネルギー学会世界大会にて展示パネルで発表した。
1974年、通商産業省のサンシャイン計画では、推進委員会委員・太陽エネルギー分科会委員を務める。
2019年、「建築環境学と建築エネルギー計画の研究教育と長年の国際活動における顕著な業績」で日本建築学会大賞を受賞。
学会関連では、日本建築学会理事、空気調和・衛生工学会会長、日本太陽エネルギー学会会長などを歴任した。日本国内のみならず、国際的な学会にも精力的に参加し、学会運営や大会委員などにも多数携わった。
妻は、元日本女子大学人間社会学部社会福祉学科教授の木村愛子。子女にはヴァイオリニストの木村まり、医師で文筆家の木村知がいる。

## 学会
- ASHRAE：日本部門会長（1984–1987年）
- 空気調和・衛生工学会：副会長（1980–1982年）、会長（1994–1996年）

- 国際太陽エネルギー学会：副会長（1975–1984年）、 会長（1984–1986年）

- IAIAS：運営委員（1988–1991年）、理事（1990–1993年）

- NPO環境住宅：名誉理事長

国際会議
- International Symposium on Thermal Application of Solar Energy、1985年（箱根）：組織委員会副委員長

- 国際太陽エネルギー学会大会、1989年（神戸）：組織委員会副委員長

- PLEA（Passive and Low Energy Architecture）：プレア
  - 第7回PLEA国際会議、1989年（奈良）： 組織委員会副委員長
  - 第10回PLEA国際会議、1992年（オークランド）：組織委員会委員長

- 第7回ISIAQ国際会議（Indoor Air 1996）, 1996年（名古屋）：組織委員会委員長

## 賞
- 空気調和・衛生工学会論文賞（1968年、1972年、1973年）

- 日本建築学会論文賞（1982年）

- PLEA賞（1997年）

- Farrington Daniels賞（1999年）
- 日本建築学会大賞（2019年）

## 建築
- 木村ソーラーハウス（所沢市）、1972年

- An Experimental Solar House for the Science and Technology Agency（草加市）、 1974年

- Chiba Solar House、1976年

- Sagara Solar House（稲城市）、1979年

- Suzuki Solar House（小山市）、1979年

- Kusano Solar House、1981年

- Miki Solar House（世田谷区）、1982年

- Takasaki Clinic and Solar House（練馬区）、1983年

- 東京電力パッシブソーラーハウス（品川区）、1988年

- Creatopia Collective Solar Houses （小布施町）、1978年

- 大分大学エネルギー工学科ソーラーハウス（サンシャイン計画）（大分市）、1975年

- 枚方ソーラーハウス（サンシャイン計画）（枚方市）、1975年

- Japanese Advanced Solar House IV-NA21（那須町）、1994年

- 北九州市立大学国際環境工学部校舎 （北九州市）、1999年

## 著作

### 単著
- 『建築設備基礎理論演習』、学献社、1970年
- Scientific Basis of Air Conditioning, Applied Science Publishers, London, 1977
- 『ソーラーハウス入門』、オーム社、1980年
- 『住居環境用語辞典』、彰国社、2003年
- 『建築設備基礎』、国際人間環境研究所、2009年（『建築設備基礎理論演習』の改訂版）
- 『世界環境建築紀行』、国際人間環境研究所、2013年
- 『けんちくかんきょう随想』、国際人間環境研究所、2013年
- Scientific Basis of Air Conditioning (Second Edition), International Research Institute on Human Environment, 2016

### 共著
- 『環境工学』（建築士技術全書・2）、彰国社、1976年
- 『自然環境』（新建築学大系・8）、彰国社、1984年
- 『建築用語ポケットブック〈環境工学・設備 編〉』、丸善、1986
- 『建築環境学〈1〉』、丸善、1991年
- 『建築環境学〈2〉』、丸善、1992年
- 『民家の自然エネルギー技術』、彰国社、1999年

## 参考
1. 木村建一のホームページ（http://www.f.waseda.jp/kkimura/）
2. 早稲田建築アーカイブス（http://waarchives.org/person/021/）